# Adam Stockhausen
Pour les articles homonymes, voir Stockhausen.
Adam Stockhausen est un chef décorateur et un directeur artistique américain né le 30 novembre 1972  à Brookfield (Wisconsin).

## Biographie
Adam Stockhausen sort diplômé du département théâtre de l'Université Marquette (Milwaukee, Wisconsin) en 1995, et de la Yale School of Drama (New Haven, Connecticut) en 1999.
Il grimpe ensuite les échelons, d'électricien à créateur de décors, du Midwest jusqu'à New York. Il commence à travailler pour le cinéma en 2004, lorsque Mark Friedberg l'engage pour travailler sur le film de Charlie Kaufman Synecdoche, New York.

## Filmographie (sélection)

### comme décorateur
- 2012 : Moonrise Kingdom de Wes Anderson
- 2013 : Twelve Years a Slave de Steve McQueen
- 2014 : The Grand Budapest Hotel  de Wes Anderson
- 2015 : Le Pont des espions (Bridge of Spies) de Steven Spielberg
- 2018 : Ready Player One de Steven Spielberg
- 2018 : L'Île aux chiens (Isle of Dogs) de Wes Anderson
- 2021 : The French Dispatch de Wes Anderson
- 2021 : West Side Story de Steven Spielberg
- 2023 : Asteroid City de Wes Anderson
- 2023 : La Merveilleuse Histoire de Henry Sugar (The Wonderful Story of Henry Sugar) de Wes Anderson
- 2026 : Disclosure de Steven Spielberg

### comme directeur artistique
- 2005 : Les Producteurs (The Producers) de Susan Stroman (en)
- 2007 : À bord du Darjeeling Limited (The Darjeeling Limited) de Wes Anderson
- 2007 : Across the Universe de Julie Taymor
- 2008 : Synecdoche, New York de Charlie Kaufman
- 2009 : Jeux de pouvoir (State of Play) de Kevin Macdonald

## Distinctions

### Récompenses
- Oscars 2015 : Oscar des meilleurs décors pour The Grand Budapest Hotel
- BAFTA 2015 : British Academy Film Award des meilleurs décors pour The Grand Budapest Hotel

### Nominations
- Oscars 2014 : Oscar des meilleurs décors pour Twelve Years a Slave
- BAFTA 2014 : British Academy Film Award des meilleurs décors pour Twelve Years a Slave
- Oscars 2016 : Oscar des meilleurs décors pour Le Pont des espions
- BAFTA 2016 : British Academy Film Award des meilleurs décors pour Le Pont des espions
- Oscars 2022 : Oscar des meilleurs décors pour West Side Story